# Sơn Trạch Tổn
Quẻ Sơn Trạch Tổn, đồ hình ||:::| còn gọi là quẻ Tổn (損 sun3), là quẻ thứ 41 trong Kinh Dịch.
- Nội quái là ☱ (||: 兌 dui4) Đoài hay Đầm (澤).
- Ngoại quái là ☶ (::| 艮 gen4) Cấn hay Núi (山).

Giải nghĩa: Thất dã. Tổn hại. Hao mất, thua thiệt, bớt kém, bớt phần dưới cho phần trên là tổn hại. Phòng nhân ám toán chi tượng: tượng đề phòng sự ngầm hại, hao tổn.